# Kotzmannsreuth
Kotzmannsreuth (oberfränkisch: Kotzmasrat) ist ein Gemeindeteil der Stadt Creußen im Landkreis Bayreuth (Oberfranken, Bayern). Kotzmannsreuth liegt in der Gemarkung Haidhof.

## Lage
Der Ortskern liegt auf einer Anhöhe, lediglich ein Haus steht im Tal. Das Dorf ist landwirtschaftlichen Ursprungs. Es wird dominiert von drei größeren Anwesen. Das älteste besteht aus einem beeindruckenden, aber stark verfallenen Herrenhaus und angrenzenden Scheunen, die auf den Fundamenten des ehemaligen Schlosses errichtet wurden. Zu dem Hof gehört ein Wildgehege mit Damhirschen. Eine Anliegerstraße führt 0,5 km westlich nach Althaidhof.

## Geschichte
Der Ort wurde in einer Urkunde, die zwischen 1366 und 1399 entstand, als „Koczmansrewt“ erstmals erwähnt. Das Bestimmungswort des Ortsnamens ist der Familienname Kotzmann. Die Einwohner waren Lehen- und Gerichtsuntertanen des adeligen Guts Haidhof. Von 1791/92 bis 1810 unterstand Kotzmannsreuth dem preußische Justiz- und Kammeramt Pegnitz.
Mit dem Gemeindeedikt (frühes 19. Jahrhundert) wurde Kotzmannsreuth dem Steuerdistrikt Haidhof und der Ruralgemeinde Haidhof zugewiesen. Im Rahmen der Gebietsreform in Bayern wurde Kotzmannsreuth am 1. Mai 1978 in die Stadt Creußen eingegliedert.
Pferdehaltung wird auf dem Hartingshof betrieben, der Anfang der 1970er Jahre von dem Lederfabrikanten Bugiel auf der ehemaligen Hofstelle des Bauern Groter unter Nutzung des früheren Kuhstalls errichtet wurde. Seit 2006 im Besitz der Familie Harting, bietet der Hof auch dem 1. Reit- und Zuchtverein Creußen Stadt und Land e. V. eine Heimat.
In den 1970er Jahren wurde der dörfliche Tiefbrunnen geschlossen. Es gibt Überlegungen, den Brunnen wieder zu öffnen, da er mit über 30 Metern einer der tiefsten der Gegend ist.